# Helipterum stipitatum
Helipterum stipitatum là một loài thực vật có hoa trong họ Cúc. Loài này được F.Muell. ex Benth. mô tả khoa học đầu tiên.